# Gorzyczek czapeczkowy
Gorzyczek czapeczkowy (Lepidothrix coronata) – gatunek małego ptaka z rodziny gorzykowatych (Pipridae). Zasiedla północno-zachodnią część Ameryki Południowej. Niezagrożony wyginięciem.

## Systematyka
Gatunek ten po raz pierwszy zgodnie z zasadami nazewnictwa binominalnego opisał w 1825 roku Johann Baptist von Spix pod nazwą Pipra coronata. Obecnie umieszczany jest w rodzaju Lepidothrix. IOC wyróżnia 6 podgatunków L. coronata:
- L. c. caquetae (Meyer de Schauensee, 1953
- L. c. carbonata (Todd, 1925)
- L. c. coronata (von Spix, 1825) – gorzyczek czapeczkowy[4]
- L. c. caelestipileata (Goeldi, 1905)
- L. c. exquisita (Hellmayr, 1905) – gorzyczek modrogłowy[4]
- L. c. regalis (Bond & Meyer de Schauensee, 1940) – północna Boliwia

Do  L. coronata zaliczano także podgatunki velutina i minuscula występujące od Kostaryki po północno-zachodni Ekwador (na zachód od Andów), ale w 2022 roku w oparciu o badania filogenetyczne wydzielono je do osobnego gatunku o nazwie L. velutina (gorzyczek aksamitny).

## Morfologia
Całkowita długość ciała wynosi około 8,6 cm. Skrzydło mierzy 56–60 mm, ogon 26 mm, dziób 11 mm, skok 14 mm. U dorosłego samca niemalże całe upierzenie smoliście czarne, jedynie czoło niebieskie, opalizujące. Samica podobna do samicy gorzyczka peruwiańskiego (L. coeruleocapilla), ale wyróżnia się bardziej jednolitym zielonym kolorem na wierzchu ciała. Na spodzie ciała posiada niebieskawy odcień, mniej intensywny na piersi. Odcień niebieskawy występuje również na obrzeżeniu części pokryw skrzydłowych. Masa ciała około 9,4 g.

## Zasięg występowania
Zasięg występowania rozciąga się od centralnej Kolumbii i Wenezueli po Boliwię. Ptak ten zasiedla tropikalne wilgotne lasy do wysokości 1400 m n.p.m. Zależnie od podgatunku zasiedla:
- L. c. caquetae – centralna Kolumbia
- L. c. carbonata – południowo-centralna i południowo-wschodnia Kolumbia, południowa Wenezuela, północno-wschodnie Peru i północno-zachodnia Brazylia
- L. c. coronata – Ekwador, północno-wschodnie Peru oraz zachodnia Brazylia
- L. c. caelestipileata – południowo-wschodnie Peru i zachodnia Brazylia
- L. c. exquisita – wschodnio-centralne Peru
- L. c. regalis – północna Boliwia

## Zachowanie
Samice i młode często włączają się do żerujących wielogatunkowych stad. Samce często wołają z gałęzi na wysokości 2–6 m powolnym, powtarzanym tho-wiik. Prócz tego odzywają się miękkim trelem treereereeree, samice również.

## Lęgi
Gniazdo zbudowane jest z liści, ryzomorfów oraz sieci pajęczych. Zazwyczaj umiejscowione jest poniżej jednego metra nad ziemią, zarówno na krzewie jak i małym drzewie, przeważnie przedstawicielu rodzaju Rudgea (Rubiaceae) albo Rinorea viridifolia (Violaceae). W lęgu dwa jaja, na białym tle posiadają liczne plamy o barwie brązowej lub rudej. Ich wymiary to około 18,4×13,4 mm. Zaobserwowano wysiadującą samicę, która broniąc gniazda przed mrówkami z rodzaju Labidus usunęła je w liczbie osiemdziesięciu sześciu. Okres inkubacji wynosi 16–17 dni. 13 do 14 dni młode spędzają w gnieździe, nim są w pełni opierzone.

## Status
IUCN uznaje gorzyczka czapeczkowego za gatunek najmniejszej troski (LC, Least Concern) nieprzerwanie od 1988 (stan w 2020). Liczebność populacji nie została oszacowana, ale ptak ten opisywany jest jako pospolity. Trend liczebności populacji uznawany jest za spadkowy. Szacuje się, że w ciągu trzech pokoleń (12 lat) około 7,5–7,8% środowiska gorzyczka czapeczkowego może ulec zniszczeniu.